# 紅蓮 (コードギアス)
紅蓮（ぐれん）はサンライズ制作のテレビアニメ『コードギアス 反逆のルルーシュ』に登場する架空の兵器の総称もしくは通称である。搭乗者は紅月カレン。
本項では紅蓮弐式の他、改良・発展型である紅蓮可翔式や紅蓮聖天八極式、紅蓮特式に関しても記述する。 

## 概要
初の純日本製KMFとして、黒の騎士団に提供された機体。エースパイロットである紅月カレンが搭乗し、黒の騎士団最強のKMFとして活躍する。その名の通り、基本カラーは赤。

## 紅蓮弐式
（ぐれんにしき）
第七世代KMFに相当する性能を持つ、黒の騎士団最強のKMF。愛称末尾にある「弐式」とは、日本の実在の兵器のように年式を表しているわけではなく、開発順のナンバリング「Type-02」の和訳である。黒の騎士団を含む日本陣営のKMFのうち、本機本仕様のみが開発ナンバーを愛称に含んでいる。が、その後『双貌のオズ』に「紅蓮壱式」が登場して設定が変更され、「〜式」の記述は開発ナンバーの「Type-〜」の数字とは別であることになった。製造母国の設定も、当初は劇中のセリフで「完全な日本製のナイトメア」とされていたが、テレビシリーズ第1期放送終了後「ブリタニア軍のインド軍区」、さらに「中華連邦インド軍区」と変更が重ねられた。
バイク型のシートにグラスコクピットを採用。操縦に使われるオペレーティングシステム（OS）は「紅蓮弐式起動式」である。
指の一本一本が鋭利な爪状になっている巨大な右手、それを支え、クランク伸縮により長い間合いを有する右腕が特徴である。また、高機走駆動輪（ランドスピナー）は、ブリタニア製KMFのそれのようなフレキシブル可動はしないが、接地圧可変タイヤを採用し、不整地であっても安定した路面追従性、走破性を発揮する。また小説版では高機走駆動輪の構造にガニメデ式を採用しているらしく、これにより高い機動性を獲得している。
主武装は、本機を象徴するその右腕に内蔵された、「輻射波動機構」と呼ばれるマイクロ波誘導加熱ハイブリッドシステム。このシステムは右掌から高周波を短いサイクルで対象物に直接照射することで、膨大な熱量を発生させて爆発・膨張などを引き起こし破壊するというもの。掴んだKMFの装甲や武装の加熱破壊の他、輻射波動によって発生する振動波によって砲撃から機体を丸ごとガードする障壁としての使い方もある。また右腕は大型に加え伸縮機構が備わっており、KMF1機分離れた間合いでも射程圏内に入る。破壊力・汎用性を兼ね備えた強力な兵器だが、逆に右腕が破損すると大幅に戦闘能力が低下するという弱点もある。なお、この輻射波動のエネルギーは、主動力から独立した機構内部の専用カートリッジから供給される。
その他にも、背部に収納された鎧通しと十手を融合させたような構造の特殊鍛造合金製小型ナイフ・呂号乙型特斬刀、左腕に内蔵されたグレネードランチャー、レーダー妨害片のチャフと視界効果用のスモークを同時にばら撒く撤退用撹乱装備・チャフスモークなど、様々な状況を考慮した武装を備えている。
漫画版コードギアスでKMFが登場する、『ナイトメア・オブ・ナナリー』でも登場するが、生身でKMFと戦える魔王ゼロやナナリー（ネモ）の操縦するマークネモなどのギアスユーザーたちが活躍するためか、影が薄い。

### 紅蓮弐式甲壱型腕装備
（ぐれんにしきこういちがたわんそうび）
ブラックリベリオンにおいてランスロット・エアキャヴァルリーとの対決で破壊された主装備の右腕に代わり、予備パーツで作られた応急代替右腕・甲壱型腕を装備し対処した形態。輻射波動機構は備えているものの、爪の数が5本から3本になったことによる格闘戦能力の低下や伸縮機構の簡略化、出力・連射力の低下など、性能は劣化している。
『双貌のオズ』にて、ピースマークを介してラクシャータから送られた経緯が明かされており、受領までの間はグロースターの腕を代わりに装備していた。

## 紅蓮可翔式
（ぐれんかしょうしき）
ラクシャータが新たに開発した飛翔滑走翼や、新型の右腕パーツ「徹甲砲撃右腕部」などを装備した紅蓮の強化型。頭部も側面大型アンテナの内蔵に伴い、形状が改まっている。換装作業は、自由落下中の弐式機体に向けて更改部位をブースターで射出し、空中で強行された。
背部に装備された飛翔滑走翼によって、その名の通り空中を自由に飛行することが可能となった。さらにその基部にはミサイルポッドも内蔵されており、小型の浮遊式ゲフィオンディスターバー「ゲフィオンネット」や追尾式ミサイルなどを搭載・射出できる。
「徹甲砲撃右腕部」にはさらに発展した輻射波動機構が搭載されており、これまで零距離接敵を必要とした輻射波動による攻撃を、無反動式の砲撃兵装である「輻射波動砲弾」として遠距離へも照射できるようになった。この輻射波動砲弾は収束・拡散の切り替えが可能であり、遠距離の敵を攻撃するロングレンジ照射と、広域照射によって複数の敵を攻撃するワイドレンジ照射の2パターンが存在する。

## 紅蓮聖天八極式
（ぐれんせいてんはっきょくしき）
神虎との対決に敗れブリタニア軍に鹵獲された紅蓮可翔式を、ロイドとセシルが半ば趣味的に技術の粋を投じて（ロイド曰く「ラクシャータのマシンだから弄りやすくて」とのこと）全面改修した強化型。「聖天八極式」の名称は、その起動画面に表示された「Superlative Extruder Interlocked Technology Exclusive Nexus」の頭文字と「EIGHT ELEMENTS」を、咲世子が日本語として訳したことに由来する。
その外観は、紅蓮の面影を残しつつも大幅な変貌を遂げている。当初はナイトオブセブンの乗機にすることも想定されていたが、いつしか趣味に走った過度のハイスペック追求がなされ、扱えるデヴァイサー（パイロット）が実在するかも定かでない極超高性能機として完成。出力60%でもラウンズ専用機に匹敵するそのポテンシャルは、スペック上ではランスロット・アルビオンさえも凌駕している。
ブリタニア所属機であったが、黒の騎士団により強奪。カレンの卓越した操縦技能によって機体性能がフルに引き出された結果、枢木スザクによる「ギアスの呪い」を用いた戦術をも力で捻じ伏せる、究極のKMFとなった。
背部には飛翔滑走翼に代わり、セシル考案の新型フロートユニット・エナジーウイングが装備されている。紅蓮のエナジーウイングは赤い8枚羽となっており、エネルギー翼で全身を覆う防御姿勢を維持したままでの超高速突撃が可能となっている。
徹甲砲撃右腕部は輻射推進型自在可動有線式右腕部へと改良が施されており、ハドロンブラスターすら防御するほどの出力上昇に加え、輻射波動砲弾を円盤状に収束させてカッターのように用いたり、レーザーのように一点へ照射できるなど、攻撃バリエーションも増加した。
またロイドの考案から、ガウェインのスラッシュフィスト機能を加えられており、右前腕部のみを単独で有線射出・飛行させて自由自在に操作する機構が追加され、遠距離標的への輻射波動照射や、より自由度の高い輻射波動砲弾による攻撃も可能となった。他にも切断力に特化した形状の大型飛燕爪牙を肩部に2基装備するほか、MVSへと改良され破壊力が大幅に上昇した呂号乙型特斬刀など、サブウェポンにも強化が施されている。
初陣にてランスロット・コンクエスターやパーシヴァルを含めたKMF部隊を単機で圧倒。最終決戦においても、並み居るブリタニア軍の量産機やC.C.のランスロット・フロンティアを一蹴するなど圧倒的な性能を見せつける。劇中最後の戦いとなった枢木スザクのランスロット・アルビオンとの戦いでは、両者互角の死闘を展開。最終的に両腕および頭部を破壊され機能停止に追い込まれるも、その直前の一撃によりランスロットを大破せしめた。　
大戦後は、ラクシャータの手により元通りに修復され、次世代機開発の実験機として扱われている。
『双貌のオズ O2』では、本機の開発にはマドリードの星のアマネセールとユーロ・ブリタニアのヴェルキンゲトリクスの実働データが用いられたとロイドが発言しており、大型の飛燕双牙とエナジーウィングの展開機能は両機の派生と思われる。
『新潔のアルマリア』では、紅蓮聖天八極式のコピー機と目されるKMF・鞠熾天が登場する。

## 紅蓮特式
『復活のルルーシュ』『奪還のロゼ』に登場。かつて黒の騎士団のフラッグシップであった紅蓮タイプは、レジスタンスの活動を目的に開発されたため、補給が十分でない環境でも運用できるように設計されたが、本機は今までの紅蓮タイプのメリットである機動力の高さや特殊兵装などの特徴を残し、十分な補給を受けられる環境下での運用を前提とした形で再設計された機体である。機体のカラーリングはより深い深紅へと改められている。高い性能を得た反面、エナジー消費量がさらに増大している。
本機最大の特徴である「輻射推進型自在可動有線式徹甲砲撃右腕部」は、従来機と比較すると大幅に威力が増し、砲撃機能の制御機構も兼ねた小型ブレードが二振り追加されている。劇中ではこの武装を活かし、対防御兵装として輻射回転衝角防御壁に使用、輻射波動の収束率を調整することで、通常のKMFを破壊、収束した輻射波動をブレード基部ごと回転させ、ドリル状の武器として使用、といった巧みな使い方を披露した。
他は、基部が展開し、ハーケンそのものに軌道が変えられる推進機構が備わった両肩部の「複合誘導飛燕爪牙」、刀身が大型化し柄頭にも小型のMVSが追加された「試製一號熱斬刀」が備わっている。
『奪還のロゼ』では東京でカレンが乗って出撃し、ロキの大群と交戦している。

### 紅蓮特式 火焔光背
紅蓮特式がフレームコート「火焔光背（かえんこうはい）」を装着した形態。『復活のルルーシュ』でのカレンの発言から、「火焔光背」の開発者はシャンティだと思われる。 
フレームコートとは「パール・パーティー」が開発したMultipurpose TaCtical Module（多目的戦術モジュール）の通称で、本機のそれは拠点制圧および防衛に特化されており、さらに足裏に本機を支え移動するためのキャタピラが備えられているため、同時期にロールアウトした「ランスロットsiN ホワイトファング」とは違い、地上戦も想定された構造となっている。武装は白兵戦だけでなく、遠距離砲撃も可能な巨大腕「大輻射増幅型波動撃滅右腕部」と左腕前に収納された「可変大型熱斬刀」で構成されているが、大型化の弊害により紅蓮特式の機動性を大幅に下げてしまった上、同じ大型機相手の接近戦もしづらくなっており、実際に使用したカレンも「殴り合いに向いていない」と零している。
劇中では、ナナリー奪還作戦にて投入される。ジルクスタン軍の戦力を引き付けるための囮として砂漠に配置され、ジルクスタン王国の戦闘ヘリ「ウォ・ギィ」で構成された航空部隊を対空攻撃で一掃するなどの戦果を挙げるが、シャムナのギアスによってその事象そのものをなかったことにされた上、二度目の巻き戻り以降は進行ルート上に配置されていたビトゥル操るバタララン・ドゥの奇襲に遭遇する。機体特性や相手との相性の悪さ、作戦での役割もあって防戦に徹していたが、ルルーシュから作戦目標（ナナリー奪還）達成の連絡を受けたカレンの現場判断によって「火焔光背」はパージされ、バタララン・ドゥの攻撃で爆散した。

## 関連機体
紅蓮壱式（ぐれんいちしき）
漫画・フォトストーリー『コードギアス 双貌のオズ』で登場。インド軍区で数台作られたKMFで、カレンの紅蓮弐式やオルフェウスの白炎のベースとなった機体。
白炎（びゃくえん）
漫画・フォトストーリー『コードギアス 双貌のオズ』に登場する、紅蓮壱式をベースにオルフェウス・ジヴォン用にカスタマイズされた機体。
紅鬼灯（べにほおずき）
漫画・フォトストーリー『コードギアス 反逆のルルーシュ外伝 白の騎士 紅の夜叉』に登場する、紅蓮弐式の予備機を改修し、朱城ベニオ用に調整された機体。
紅蓮弐式改（ぐれんにしきかい）
ニンテンドーDS『コードギアス 反逆のルルーシュ』に登場。グラスゴー系開発ツリーの終点の一つ。輻射波動を持つ側の腕が肥大化した他、見た目が変化。さらには輻射波動の掌をアンカーのように飛ばすことが可能で、輻射波動で直接地面に大爆発を起こせるなど大きく強化されている。